# Harry Alexander Lindsay
Harry Alexander Fanshawe Lindsay (11 mars 1881 - 2 mars 1963) est fonctionnaire et administrateur britannique.

## Éducation
Lindsay fait ses études à la St Paul's School et au Worcester College d'Oxford.

## Carrière
En 1910, Lindsay devient sous-secrétaire du gouvernement du Bengale. Il rejoint le département du commerce et de l'industrie du gouvernement indien en 1912.
En 1916, il est directeur général du renseignement commercial à Calcutta et, en 1922, secrétaire du gouvernement indien, département du commerce. En 1923, il devient délégué commercial du gouvernement indien à Londres . En 1923, il est délégué pour l'Inde au Comité économique de la Société des Nations et, en 1932, conseiller de la délégation indienne à la Conférence économique impériale d'Ottawa . En 1934, il est nommé directeur de l' Institut impérial , poste qu'il occupe jusqu'en 1953. Il siège au sein d'organismes gouvernementaux, dont le Conseil de recherche sur les produits coloniaux .
Sir Lindsay est président du Conseil de la Royal Society of Arts, éditant la publication British Commonwealth Objectives en 1946. Il est président de la Royal Geographical Society, de la Geographical Association et vice-président de la Royal Commonwealth Society.

## Vie privée
En 1909, Lindsay épouse Kathleen Louise Huntington. Ils ont deux fils.